# 岩本 (小惑星)
岩本（いわもと、4951 Iwamoto）は、小惑星帯に位置するS型小惑星。岐阜県の可児市で水野義兼と古田俊正が発見した。
徳島県のアマチュア天文家、岩本雅之に因んで名付けられた。
2006年12月から2007年3月にかけて、世界各地の天文台で行われた光度曲線観測によって、主星とほとんど同じ大きさ（直径3.5±0.7 km）の衛星（または二重小惑星の伴星）が発見され、S/2007 (4951) 1 という仮符号が付けられた。両者の間隔は約30kmで、互いに同じ面を向け合ったまま回っている。